# Emiliána
Az Emiliána latin eredetű női név, az Emilián női párja.

## Rokon nevek
Emília, Emili

## Gyakorisága
Az 1990-es években szórványos név, a 2000-es években nem szerepel a 100 leggyakoribb női név között.

## Névnapok
- január 5.[2]
- május 19.[2]
- június 30.[2]
- augusztus 17.[2]
- november 20.[2]